# Gediminas Mažeika
Gediminas Mažeika (Kaunas, 24 maart 1978) is een Litouws voormalig voetbalscheidsrechter. Hij was in dienst van FIFA en UEFA tussen 2008 en 2019. Ook leidde hij tot 2020 wedstrijden in de A lyga.
Op 21 juni 2008 debuteerde Mažeika in Europees verband tijdens een wedstrijd tussen Etzella Ettelbruck en Lokomotivi Tbilisi in de UEFA Intertoto Cup; het eindigde in 0–0 en de Litouwse leidsman gaf drie gele kaarten. Zijn eerste interland floot hij op 10 juni 2009, toen Wit-Rusland met 2–2 gelijkspeelde tegen Moldavië. Tijdens dit duel gaf Mažeika twee gele kaarten.

## Interlands
| Datum             | Plaats                    | Wedstrijd               | Uitslag | Competitie             | Kreeg geel | Kreeg voor de tweede keer geel en dus rood | Weggestuurd |
| ----------------- | ------------------------- | ----------------------- | ------- | ---------------------- | ---------- | ------------------------------------------ | ----------- |
| 10 juni 2009      | Barysaw, Wit-Rusland      | Wit-Rusland – Moldavië  | 2 – 2   | Vriendschappelijk      | 2          | 0                                          | 0           |
| 5 september 2009  | Chisinau, Moldavië        | Moldavië – Luxemburg    | 0 – 0   | WK 2010 kwalificatie   | 7          | 0                                          | 0           |
| 19 juni 2010      | Kaunas, Litouwen          | Estland – Letland       | 0 – 0   | Vriendschappelijk      | 3          | 0                                          | 0           |
| 8 oktober 2010    | Andorra la Vella, Andorra | Andorra – Macedonië     | 0 – 2   | EK 2012 kwalificatie   | 1          | 0                                          | 0           |
| 11 oktober 2011   | Tirana, Albanië           | Albanië – Roemenië      | 1 – 1   | EK 2012 kwalificatie   | 3          | 0                                          | 0           |
| 29 februari 2012  | Aksu, Kazachstan          | Wit-Rusland – Moldavië  | 0 – 0   | Vriendschappelijk      | 3          | 0                                          | 0           |
| 3 juni 2012       | Võru, Estland             | Finland – Letland       | 1 – 1   | Vriendschappelijk      | 5          | 0                                          | 0           |
| 12 oktober 2012   | Londen, Engeland          | Engeland – San Marino   | 5 – 0   | WK 2014 kwalificatie   | 2          | 0                                          | 0           |
| 10 september 2013 | Tórshavn, Faeröer         | Faeröer – Duitsland     | 0 – 3   | WK 2014 kwalificatie   | 1          | 0                                          | 1           |
| 7 juni 2014       | Tallinn, Estland          | Estland – Tadzjikistan  | 2 – 1   | Vriendschappelijk      | 2          | 0                                          | 0           |
| 3 september 2014  | Riga, Letland             | Letland – Armenië       | 2 – 0   | Vriendschappelijk      | 4          | 0                                          | 0           |
| 8 september 2014  | Luxemburg, Luxemburg      | Luxemburg – Wit-Rusland | 1 – 1   | EK 2016 kwalificatie   | 7          | 0                                          | 0           |
| 12 oktober 2014   | Solna, Zweden             | Zweden – Liechtenstein  | 2 – 0   | EK 2016 kwalificatie   | 2          | 0                                          | 0           |
| 7 september 2015  | Warschau, Polen           | Polen – Gibraltar       | 8 – 1   | EK 2016 kwalificatie   | 0          | 0                                          | 0           |
| 4 juni 2016       | Tallinn, Estland          | Estland – Letland       | 0 – 0   | Vriendschappelijk      | 2          | 0                                          | 0           |
| 6 september 2016  | Sofia, Bulgarije          | Bulgarije – Luxemburg   | 4 – 3   | WK 2018 kwalificatie   | 6          | 0                                          | 0           |
| 10 oktober 2016   | Tórshavn, Faeröer         | Faeröer – Portugal      | 0 – 6   | WK 2018 kwalificatie   | 3          | 0                                          | 0           |
| 4 september 2017  | Stuttgart, Duitsland      | Duitsland – Noorwegen   | 6 – 0   | WK 2018 kwalificatie   | 2          | 0                                          | 0           |
| 27 maart 2018     | Sint-Petersburg, Rusland  | Rusland – Frankrijk     | 1 – 3   | Vriendschappelijk      | 3          | 0                                          | 0           |
| 8 september 2018  | Tampere, Finland          | Finland – Hongarije     | 1 — 0   | Nations League 2018/19 | 5          | 0                                          | 0           |
| 16 oktober 2018   | Charkov, Oekraïne         | Oekraïne – Tsjechië     | 1 — 0   | Nations League 2018/19 | 3          | 0                                          | 0           |
| 25 maart 2019     | Pristina, Kosovo          | Kosovo – Bulgarije      | 1 – 1   | EK 2020 kwalificatie   | 8          | 0                                          | 0           |
| 13 oktober 2019   | Nur-Sultan, Kazachstan    | Kazachstan – België     | 0 – 2   | EK 2020 kwalificatie   | 6          | 0                                          | 0           |
| 14 november 2019  | Saint-Denis, Frankrijk    | Frankrijk – Moldavië    | 2 – 1   | EK 2020 kwalificatie   | 5          | 0                                          | 0           |